# Kačacie pliesko
Kačacie pliesko je ledovcové jezero v Kačací dolině ve Vysokých Tatrách na Slovensku. Má rozlohu 0,2175 ha. Je dlouhé 68 m a široké 44 m. Dosahuje maximální hloubky 4,2 m. Jeho objem činí 3757 m³. Leží v nadmořské výšce 1591 m.

## Okolí
Nachází se západně od podstatně většího Zeleného plesa Kačacího a nad ním se pozvolna zvedá sousední Litvorová dolina.

## Vodní režim
Rozměry jezera v průběhu času zachycuje tabulka:
| Rok     | Měření prováděl   | Rozloha ha | Délka m | Šířka m | Hloubka max.m | Objem m³ |
| ------- | ----------------- | ---------- | ------- | ------- | ------------- | -------- |
| 1929    | Wiktor Ormicki    | 0,0211     | 64      | 44      | 5,8           | [ 2 ]    |
| 1961–67 | pracovníci TANAPu | 0,020      | 68      | 44      | 2,6           | [ 2 ]    |
| 2005    | Gregor, Pacl      | 0,2175     | [ 2 ]   | [ 2 ]   | 4,2           | 3757     |

## Přístup
Pleso je přístupné pěšky pouze s horským vůdcem v rámci výstupů do sedel Pustá lávka, Východní Železná brána nebo Litvorové sedlo. Zhruba 100 m od plesa prochází  modrá turistická značka přístupná veřejnosti v období od 16. června do 31. října. Výstup po ní je možný:
- ze severu od Lysé poľany a trvá asi 3,5 hodiny,
- z jihu existují dvě značené přístupové cesty:
  - od Zbojnícke chaty ve Velké Studené dolině přes sedlo Prielom trvá výstup 3 hodiny,
  -  Po zelené turistické značce od Sliezského domu ve Velické dolině přes sedlo Poľský hrebeň na modrou turistickou značku a poté po ní trvá výstup rovněž 3 hodiny.